# رابی ولی (نوادا)
رابی ولی (به انگلیسی: Ruby Valley) یک منطقهٔ مسکونی در ایالات متحده آمریکا است که در شهرستان ایلکو، نوادا واقع شده‌است. رابی ولی ۱٬۸۵۲٫۹ متر بالاتر از سطح دریا واقع شده‌است.